# IC 1071
IC 1071 ist eine linsenförmige Galaxie vom Hubble-Typ S0 im Sternbild Virgo am Nordsternhimmel und ist schätzungsweise 371 Millionen Lichtjahre von der Milchstraße entfernt.
Entdeckt wurde das Objekt am 25. Juni 1891 von Stéphane Javelle.